# Петрово (Кировский район)
Петро́во — деревня во Мгинском городском поселении Кировского района Ленинградской области.

## История
Деревня Петрова упоминается на карте Санкт-Петербургской губернии Ф. Ф. Шуберта 1834 года.

ПЕТРОВА — деревня принадлежит действительной тайной советнице княгине Татьяне Юсуповой, число жителей по ревизии: 48 м. п., 71 ж. п. (1838 год)

Согласно карте профессора С. С. Куторги 1852 года деревня также называлась Петрова.

ПЕТРОВО — деревня князя Юсупова, по почтовому тракту и по просёлкам, число дворов — 40, число душ — 64 м. п. (1856 год)

Число жителей деревни по X-ой ревизии 1857 года: 64 м. п., 60 ж. п..

ПЕТРОВА — деревня владельческая при реке Мге, число дворов — 41, число жителей: 66 м. п., 69 ж. п. (1862 год)

Согласно подворной переписи 1882 года в деревне проживали 27 семей, число жителей: 58 м. п., 73 ж. п.; разряд крестьян — временнообязанные.
Сборник Центрального статистического комитета описывал деревню так:

ПЕТРОВА — деревня бывшая владельческая при реке Мге, дворов — 17, жителей — 98. Лавка. (1885 год)

В конце XIX — начале XX века деревня административно относилась к Лезьенской волости 1-го стана Шлиссельбургского уезда Санкт-Петербургской губернии.
По данным «Памятной книжки Санкт-Петербургской губернии» за 1905 год деревня называлась Петрово-Турышкино.
С 1917 по 1923 год деревня Петрово входила в состав Турышкинского сельсовета Лезьенской волости Шлиссельбургского уезда.
Согласно военно-топографической карте Петроградской и Новгородской губерний издания 1921 года деревня называлась Петрова и находилась на берегу реки Мга между устьями Мохового и Мельничного ручьёв.
С 1923 года в составе Ленинградского уезда.
С 1924 года в составе Лезьенского сельсовета.
Согласно данным переписи населения СССР 1926 года в деревне Петрово проживали 103 человека — все русские.
С февраля 1927 года в составе Мгинской волости. С августа 1927 года в составе Мгинского района.
В 1928 году население деревни Петрово составляло 104 человека.
По данным 1933 года деревня Петрово входила в состав Лезьенского сельсовета Мгинского района.

План деревни Петрово. 1941 год

Согласно топографической карте РККА 1941 года деревня насчитывала 28 дворов.
Деревня была освобождена от немецко-фашистских оккупантов 22 января 1944 года.
В 1958 году население деревни Петрово составляло 31 человек.
С 1960 года в составе Тосненского района.
По данным 1966 и 1973 годов деревня Петрово также входила в состав Лезьенского сельсовета Тосненского района.
По данным 1990 года деревня Петрово входила в состав Лезьенского сельсовета Кировского района.
В 1997 году в деревне Петрово Лезьенской волости не было постоянного населения, в 2002 году проживали 7 человек (все русские).
В 2007 году в деревне Петрово Мгинского ГП — 2 человека.

## География
Деревня расположена в юго-западной части района, к юго-востоку от центра поселения посёлка Мга в месте примыкания автодороги 41К-124 (Петрово — ст. Малукса) к автодороге 41А-004 (Павлово — Луга).
Расстояние до административного центра поселения — 17 км.
В 3 км к востоку от деревни находится железнодорожная платформа Турышино на линии Мга — Будогощь.
Через деревню протекает река Мга.

## Демография
| 1862 | 2007 | 2010 | 2017 |
| ---- | ---- | ---- | ---- |
| 135  | ↘2   | ↗4   | ↗6   |

## Улицы
Речная.